# Hrabstwo Bibb (Georgia)

Piramida wieku hrabstwa

Hrabstwo Bibb (ang. Bibb County) – hrabstwo w stanie Georgia w Stanach Zjednoczonych. Jego siedzibą administracyjną i największym miastem jest Macon.

## Geografia
Według spisu z 2000 r. obszar całkowity hrabstwa obejmuje powierzchnię 255,13 mil2 (660,78 km²), z czego 249,96 mil2 (647,39 km²) stanowią lądy, a 5,17 mil2 (13,39 km²) stanowią wody.

### Miejscowości
- Macon
- Payne

### Sąsiednie hrabstwa
- Hrabstwo Jones (północny wschód)
- Hrabstwo Twiggs (wschód)
- Hrabstwo Houston (południe)
- Hrabstwo Peach (południowy zachód)
- Hrabstwo Crawford (południowy zachód)
- Hrabstwo Monroe (północny zachód)

## Demografia
Według spisu z 2020 roku liczy 157,3 tys. mieszkańców, co oznacza wzrost o 1,2% w porównaniu z poprzednim spisem z roku 2010. Według danych pięcioletnich z 2021 roku 57,1% to czarnoskórzy lub Afroamerykanie, 38,5% biali (35,5% nie licząc Latynosów), 2,2% Azjaci, 1,8% miało rasę mieszaną i 0,3% to rdzenna ludność Ameryki. Latynosi stanowili 4,1% populacji hrabstwa.
Poza osobami pochodzenia afroamerykańskiego, do największych grup należały osoby pochodzenia „amerykańskiego” (7,4%), angielskiego (5,7%), irlandzkiego (4,7%), niemieckiego (4,2%), szkockiego lub szkocko–irlandzkiego (2,3%), meksykańskiego (1,7%) i afrykańskiego (1,4%).

## Religia
W 2020 roku większość mieszkańców to protestanci (pod względem członkostwa są to zwłaszcza baptyści – 26,4%, bezdenominacyjni – 9,5%, metodyści – 9,1% i zielonoświątkowcy – ponad 3,3%). Inne religie obejmowały katolików (2,7%), świadków Jehowy (0,82%), muzułmanów (0,46%), mormonów (0,36%), żydów (0,35%) i unitarian uniwersalistów (0,3%).

## Polityka
Hrabstwo jest przeważająco demokratyczne, pośród hrabstw przeważająco republikańskich. W wyborach prezydenckich w 2020 roku, 61,3% głosów otrzymał Joe Biden i 37,5% przypadło dla Donalda Trumpa. 